# 塔訥林峰
46°34′17″N 8°43′04″E / 46.57137°N 8.717914°E

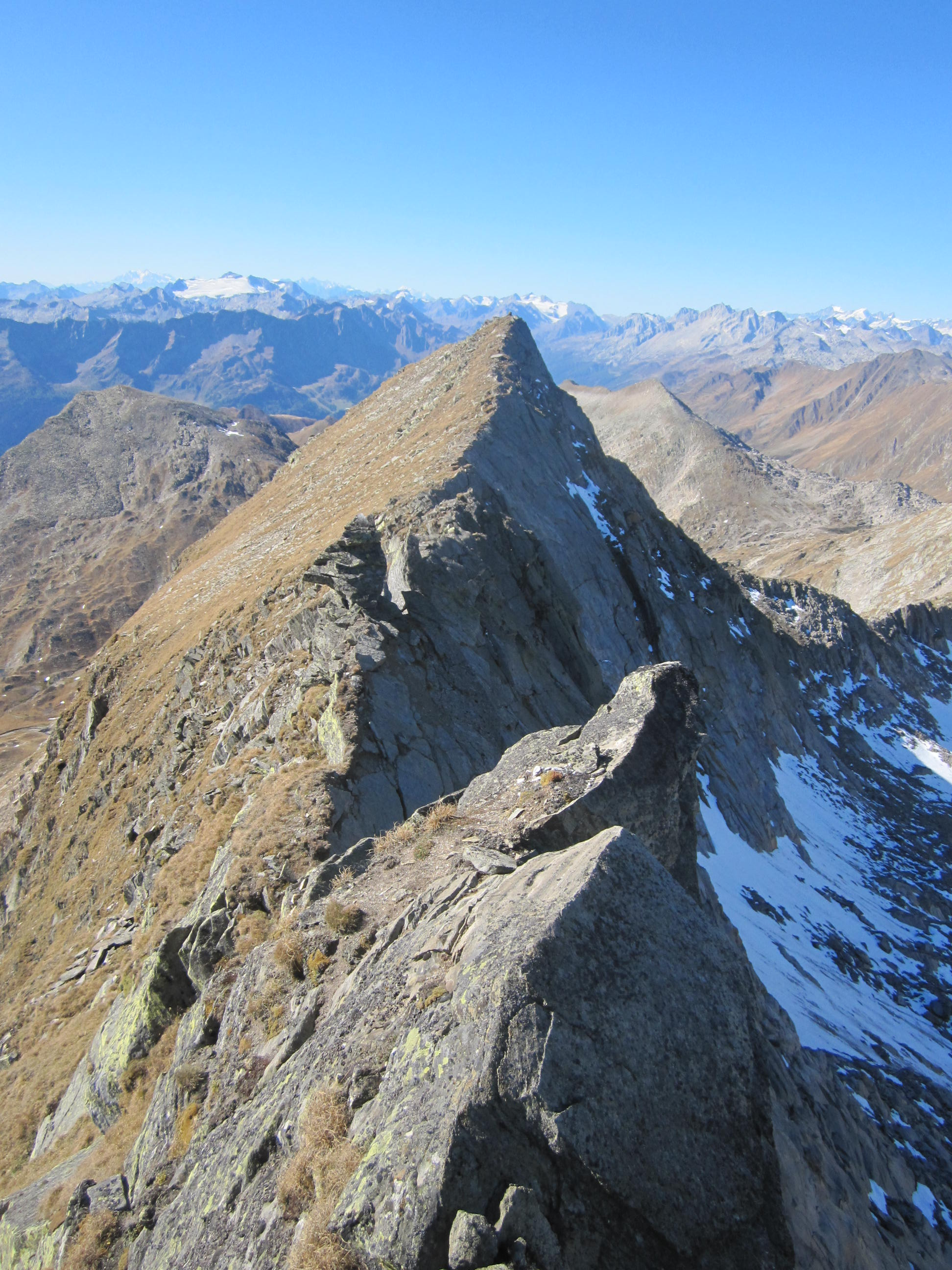
塔訥林峰及其部分山脊

塔訥林峰（Piz Tanelin），是瑞士的山峰，位於該國南部，由提契諾州負責管轄，屬於哥達山的一部分，該山峰海拔高度2,847米，每年平均降雨量2,385毫米。